# Obereopsis rubriceps
Obereopsis rubriceps là một loài bọ cánh cứng trong họ Cerambycidae.